# Svetlana Tsjepelnikova
Svetlana Tsjepelnikova (Светлана Чепельникова) (maart 1979) is een Wit-Russisch langebaanschaatsster.
In 1998 en 2001 werd Tsjepelnikova allround-kampioene van Wit-Rusland. In 1999 en 2000 behaalde ze de tweede plek.
In 1998, 1999, 2001 en 2002 startte zij op de Europese kampioenschappen allround schaatsen.
In 2002 startte Tsjepelnikova op de Olympische Winterspelen op de 1500 meter en de 3000 meter.

## Records

### Persoonlijke records[4]
| Afstand    | Tijd    | Datum            | Baan           |
| ---------- | ------- | ---------------- | -------------- |
| 500 meter  | 41,90   | 4 januari 2002   | Erfurt         |
| 1000 meter | 1.21,45 | 12 augustus 2001 | Calgary        |
| 1500 meter | 2.04,06 | 20 februari 2002 | Salt Lake City |
| 3000 meter | 4.19,76 | 27 januari 2002  | Calgary        |
| 5000 meter | 7.34,69 | 25 november 2000 | Heerenveen     |